# Posmodernidad

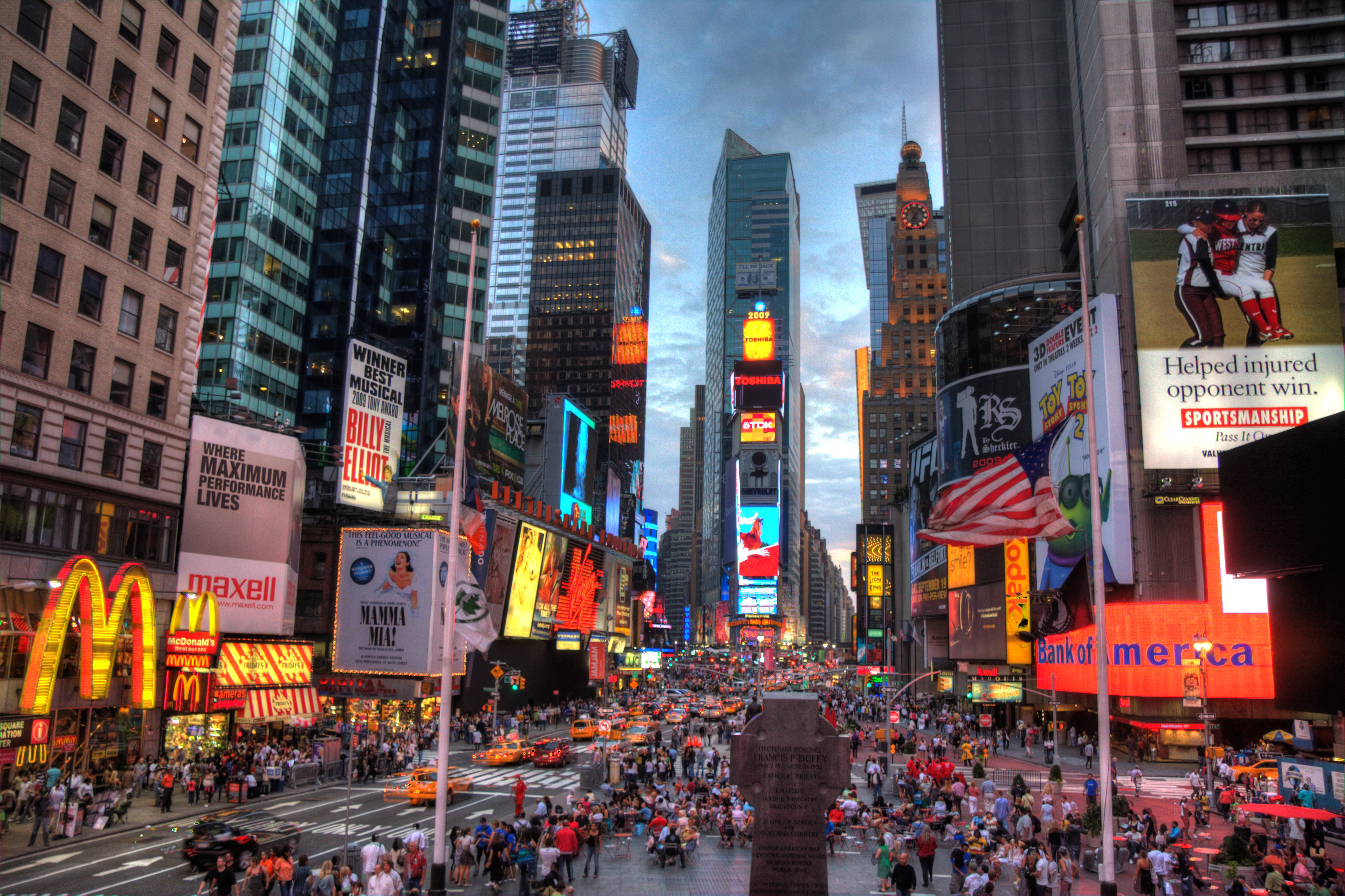
Para pensadores de la posmodernidad como Gilles Lipovetsky, el paisaje de Times Square, Nueva York, con sus anuncios y vallas luminosas, es característico de la vida cotidiana en la posmodernidad.

El término posmodernidad o postmodernidad es utilizado para designar generalmente a un amplio número de movimientos artísticos, culturales, literarios y filosóficos del siglo XX, que se extienden hasta hoy, definidos en diversos grados y maneras por su oposición o superación de las tendencias de la modernidad.
En antropología y sociología en cambio, los términos posmoderno y posmodernización se refieren al proceso cultural observado en muchos países durante el siglo XX, identificado a principios de los años 1970. Esta otra acepción de la palabra se explica bajo el término posmaterialismo.
Las diferentes corrientes del movimiento posmoderno aparecieron durante la segunda mitad del siglo XX. Aunque se aplica a corrientes muy diversas, todas ellas comparten la idea de que el proyecto moderno fracasó en su intento de renovación radical de las formas tradicionales del arte y la cultura, el pensamiento y la vida social.
Uno de los mayores problemas a la hora de tratar este tema resulta justamente en llegar a un concepto o definición precisa de lo que es la posmodernidad. La dificultad en esta tarea resulta de diversos factores, como la actualidad —y por tanto la escasez e imprecisión de los datos a analizar— y la falta de un marco teórico válido para poder hacerlo extensivo a todos los hechos que se van dando a lo largo de este complejo proceso que se llama posmodernismo.

## Áreas de influencia
Se suele dividir a la posmodernidad en tres sectores, dependiendo de su área de influencia: como un período histórico, como una actitud filosófica, o como un movimiento artístico.
Histórica, ideológica y metodológicamente diversos, estos sectores comparten, sin embargo, un parecido de familia centrado en la idea de que la renovación radical de las formas tradicionales en el arte, la cultura, el pensamiento y la vida social impulsada por el fracaso del proyecto modernista en su intento de lograr la emancipación de la humanidad, y de que un proyecto semejante es imposible o inalcanzable en las condiciones actuales. Frente al compromiso riguroso con la innovación, el progreso y la crítica de las vanguardias artísticas, intelectuales y sociales, al que considera una forma refinada de teología autoritaria, el posmodernismo defiende la hibridación, la cultura popular, el descentramiento de la autoridad intelectual y científica y la desconfianza ante los grandes relatos que presenta la sociedad en la actualidad ante tal movimiento.

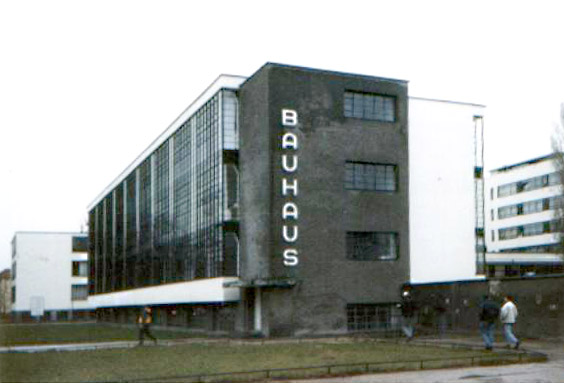
Escuela de la Bauhaus, ejemplo de arquitectura moderna

## Características
Las principales características del pensamiento posmoderno son:
- Antidualista. Los postmodernos aseveran que la filosofía occidental creó dualismos y así excluyó del pensamiento ciertas perspectivas. Por otro lado, el posmodernismo valora y promueve el pluralismo y la diversidad (más que negro contra blanco, occidente contra oriente, hombre contra mujer). Asegura buscar los intereses de «los otros» (los marginados y oprimidos por las ideologías modernas y las estructuras políticas y sociales que las apoyaban).

- Cuestiona los textos. Los posmodernos también afirman que los textos —históricos, literarios o de otro tipo— no tienen autoridad u objetividad inherente para revelar la intención del autor, ni pueden decirnos «qué sucedió en realidad». Más bien, estos textos reflejan los prejuicios y la cultura particular del escritor.

- El giro lingüístico. El posmodernismo argumenta que el lenguaje moldea nuestro pensamiento y que no puede haber pensamiento sin lenguaje. Así que el lenguaje crea, literalmente, realidad.

- La verdad como perspectiva. Además, la verdad es cuestión de perspectiva o contexto más que algo universal. No tenemos acceso a la realidad, a la forma en que son las cosas, sino solamente a lo que nos parece a nosotros.
- Reconoce que existen diferentes tipos de saber.

## Dónde y cuándo surgió la posmodernidad
Si bien la acepción más frecuente de posmodernidad se popularizó a partir de la publicación de La condición posmoderna de Jean-François Lyotard en 1979, varios autores habían empleado el término con anterioridad. Es muy importante destacar que no deben confundirse los términos modernidad y posmodernidad con modernismo y posmodernismo, respectivamente. Modernidad se refiere a un periodo histórico muy amplio que supone referirse a sus características políticas, sociales, económicas, etc. Así podríamos, por ejemplo, hablar de la civilización o cultura moderna en un sentido muy amplio y ese es el sentido que generalmente se le da en el ámbito de la filosofía política, la teoría sociológica y la teoría crítica. Siguiendo el mismo ejemplo, puede hablarse de la cultura posmoderna. Por otra parte, el par modernismo y posmodernismo se usa para referirse a una corriente estética que emergió en primer lugar en la literatura, en las artes plásticas y luego en la arquitectura. Así, en este segundo caso, podemos hablar de la literatura modernista o posmodernista, al igual que en el arte. Por ejemplo, suele decirse que la Las Vegas en Estados Unidos. es un caso paradigmático de arquitectura posmodernista.
La confusión entre ambos planos ha generado muchas dificultades de comprensión y debe tenerse siempre en cuenta.

El grafitero Banksy ocupando un recurso muy simple para hablar de las contradicciones que se dan en nuestra sociedad.

Por ejemplo en el sentido estético, el pintor inglés John Watkins Chapman designó como «posmodernismo» una corriente pictórica que intentaba superar las limitaciones expresivas del impresionismo sin recaer en el convencionalismo de la pintura académica; el término no se popularizó, prefiriéndose la designación de «posimpresionismo» sugerida por el crítico Roger Fry. Aunque el posmodernismo en este sentido no guarda más que una relación muy lejana con el posmodernismo tal como se entiende habitualmente —coincidiendo por lo general, de hecho, con los principios teóricos y metodológicos del modernismo artístico— la relación de ambigüedad entre la superación y la conservación que dificulta la definición del mismo ya se hace aparente aquí. En el sentido cultural más amplio —o más bien dicho en el sentido de civilización— el uso que Arnold J. Toynbee haría del término para indicar la crisis del humanismo a partir de la década de 1970 está relacionado con fracturas amplias que exceden con mucho los aspectos estéticos y se relacionan con la organización social en su conjunto, como también lo observaría Marx, Freud y Nietzsche.
En 1934, el crítico literario Federico de Onís empleó por primera vez el posmodernismo como una reacción frente a la intensidad experimental de la poesía modernista o vanguardista, identificada sobre todo con la producción de la primera época de Rubén Darío; de Onís sugiere que los distintos movimientos de retorno o recuperación —de la sencillez lírica, de la tradición clásica, del prosaísmo sentimental, del naturalismo, de la tradición bucólica, etc.— son provocados por la dificultad de las vanguardias, que las aísla del público. Varios de estos rasgos reaparecerán en análisis posteriores, aunque la obra de Onís no dejó huella directa en la tradición teórica.
El uso del término por Bernard Smith en 1945 para designar la crítica a la abstracción por parte del realismo soviético y por Charles Olson para indicar la poesía de Ezra Pound estaba a caballo entre las dos concepciones anteriores. Si bien subrayaba la ruptura con las tendencias del modernismo, se carecía de un armazón teórico que permitiese distinguir la producción de las vanguardias —en sí compleja y multiforme— de la de sus críticos de una manera decisiva.
Solo a fines de la década de 1950, a partir de los trabajos de los críticos literarios Harry Levin, Irving Howe, Ihab Hassan, Leslie Fiedler y Frank Kermode, el término comenzó a utilizarse de una manera sistemática para designar la ruptura de los escritores de posguerra con los rasgos emancipatorios y vanguardistas del modernismo, concebido este último como la exploración programática de la innovación, la experimentalidad, la autonomía crítica y la separación de lo cotidiano. La concepción no estaba exenta de dificultades, y algunos autores a los que Levin y Howe —ambos intelectuales «comprometidos» y de izquierdas— criticaron, como Samuel Beckett, fueron simultáneamente percibidos por otros teóricos de la cultura —entre ellos Theodor Adorno, un modernista destacado en derecho propio— como la forma más refinada de modernismo. Sin embargo, lo central de esta noción —el posmodernismo como renuncia a la teleología emancipatoria de las vanguardias— sigue siendo considerado el rasgo más distintivo del posmodernismo.
El rasgo fundamental de la ruptura no estuvo en la corrección de la frialdad y las deficiencias arquitectónicas de los edificios modernistas, sino en el rechazo absoluto de la posibilidad de producir una innovación verdaderamente radical. El eje del pensamiento moderno —tanto en las artes como en las ciencias— había estado centrado en la idea de evolución o progreso, entendido como la reconstrucción de todos los ámbitos de la vida a partir de la sustitución de la tradición o convención por el examen radical no solo del saber transmitido —como por ejemplo la forma sinfónica en música, el retrato de corte en pintura o la doctrina clásica del alma en antropología filosófica— sino también de las formas aceptadas de organizar y producir ese saber —como la tonalidad, la perspectiva o la primacía de la conciencia; la noción de discontinuidad había adquirido dignidad filosófica a través de la interpretación marxista y nietzscheana de la dialéctica de Hegel.
En el sentido cultural o de civilización podemos señalar que las tendencias posmodernas se han caracterizado por la dificultad de sus planteamientos, ya que no forman una corriente de pensamiento unificada. Solo podemos indicar unas características comunes que son en realidad fuente de oposición frente a la cultura moderna o indican ciertas crisis de esta. Por ejemplo la cultura moderna se caracterizaba por su pretensión de progreso, es decir, se suponía que los diferentes progresos en las diversas áreas de la técnica y la cultura garantizaban un desarrollo lineal marcado siempre por la esperanza de que el futuro sería mejor. Frente a ello, la posmodernidad plantea la ruptura de esa linealidad temporal marcada por la esperanza y el predominio de un tono emocional nostálgico o melancólico. Igualmente, la modernidad planteaba la firmeza del proyecto de la Ilustración de la que se alimentaron —en grado variable— todas las corrientes políticas modernas, desde el liberalismo hasta el marxismo, nuestra definición actual de la democracia y los derechos humanos. La Posmodernidad plantea posiciones que señalan que ese núcleo ilustrado ya no es funcional en un contexto multicultural; que la Ilustración, a pesar de sus aportaciones, tuvo un carácter etnocéntrico y autoritario-patriarcal basado en la primacía de la cultura europea y que, por ello, o bien no hay nada que rescatar de la Ilustración, o bien, aunque ello fuera posible, ya no sería deseable. Por ello, la filosofía posmoderna ha tenido como uno de sus principales aportes el desarrollo del multiculturalismo y los feminismos de la diferencia.
Los principales opositores a los planteamientos de la posmodernidad han sido los miembros de la teoría crítica y los marxistas más contemporáneos que, si bien reconocen los fallos de la modernidad y su centro ilustrado, reconocen como valiosos e irrenunciables ciertos valores democráticos de igualdad y ciudadanía. Dichos valores, plantean estos autores, —como, por ejemplo, Jürgen Habermas— son la única salvaguarda frente a la fragmentación social y la precarización del estado nación. Por ello, plantean que, más que buscar una posmodernidad, hay que llevar a cabo —como proyecto filosófico y político— una nueva Ilustración de la modernidad.
Después de los atentados del 11 de septiembre y los profundos cambios geopolíticos que estos conllevaron, además del debilitamiento de la fuerza jurídica vinculante de los derechos humanos, la discusión de la posmodernidad perdió empuje, ya que, como hemos dicho antes, esta se caracteriza ―por lo menos hasta el momento― por sus definiciones por negación. El término Posmodernidad ha dado paso a otros como modernidad tardía, modernidad líquida, sociedad del riesgo, globalización, capitalismo tardío o cognitivo, que se han vuelto categorías más eficientes de análisis que la de Posmodernidad. En cambio, el Posmodernismo sigue siendo una categoría que en los ámbitos estéticos se ha manifestado muy productiva y no necesariamente contradictoria respecto a las recién indicadas.

## Como periodo histórico
Tras el fin de la Guerra Fría como consecuencia de las Revoluciones de 1989, teniendo como máximo símbolo la caída del muro de Berlín (1989), se hace evidente el fin de la era polar. Esto produce como consecuencia la cristalización de un nuevo paradigma global, cuyo máximo exponente social, político y económico es la globalización.
El mundo posmoderno se puede diferenciar y dividir en dos grandes realidades: la realidad histórico-social, y la realidad socio-psicológica. A continuación daremos sus características.

### Características histórico-sociales
- En contraposición con la modernidad, la posmodernidad es la época del desencanto de algunos. Se renuncia a las utopías y a la idea de progreso de conjunto. Se apuesta a la carrera por el progreso individual.
- Se predican supuestos límites de las ciencias modernas en cuanto a la generación de conocimiento verdadero, acumulativo y de validez universal.
- Se produce un cambio en el orden económico capitalista, pasando de una economía de producción hacia una economía del consumo.
- Desaparecen las grandes figuras carismáticas y surgen infinidad de pequeños ídolos que duran hasta que surge algo más novedoso y atractivo.
- La revalorización de la naturaleza y la defensa del medio ambiente se mezclan con la compulsión al consumo.
- Los medios masivos y la industria del consumo masivo se convierten en centros de poder.
- Deja de importar el contenido del mensaje, para revalorizar la forma en que es transmitido y el grado de convicción que pueda producir.
- Desaparece la ideología como forma de elección de los líderes siendo reemplazada por la imagen.
- Hay una excesiva emisión de información (frecuentemente contradictoria), a través de todos los medios de comunicación.
- Los medios masivos se convierten en transmisores de la verdad, lo que se expresa en el hecho de que lo que no aparece por un medio de comunicación masiva simplemente no existe para la sociedad.
- El receptor se aleja de la información recibida quitándole realidad y pertinencia, convirtiéndola en mero entretenimiento.
- Se pierde la intimidad y la vida de los demás se convierte en un show, especialmente en el contexto de las redes sociales.
- Desacralización de la política.
- Desmitificación de los líderes.
- Cuestionamiento de las grandes religiones.

## Como actitud filosófica
La filosofía posmoderna o posmodernismo es una corriente filosófica que asume que se han sobrepasado las ideas que han caracterizado a la modernidad y a la Ilustración. La filosofía posmoderna surgió sobre todo en los años 1960, especialmente en Francia (lo que los estadounidenses denominaron con el nombre de French theory). Este nombre agrupa pensamientos que desarrollan una fuerte crítica a la tradición y la racionalidad propias de la Modernidad occidental. La filosofía posmoderna propone nuevas formas de cuestionar y leer los textos y la historia, influenciada sobre todo por el marxismo, las críticas de Kierkegaard y Nietzsche a la racionalidad, la fenomenología de Husserl y Heidegger, el existencialismo de Sartre, el psicoanálisis de Freud y Lacan y el estructuralismo de Lévi-Strauss, así como por la lingüística y la crítica literaria. El término fue popularizado sobre todo por Lyotard en su obra La condición posmoderna.

## Como movimiento artístico

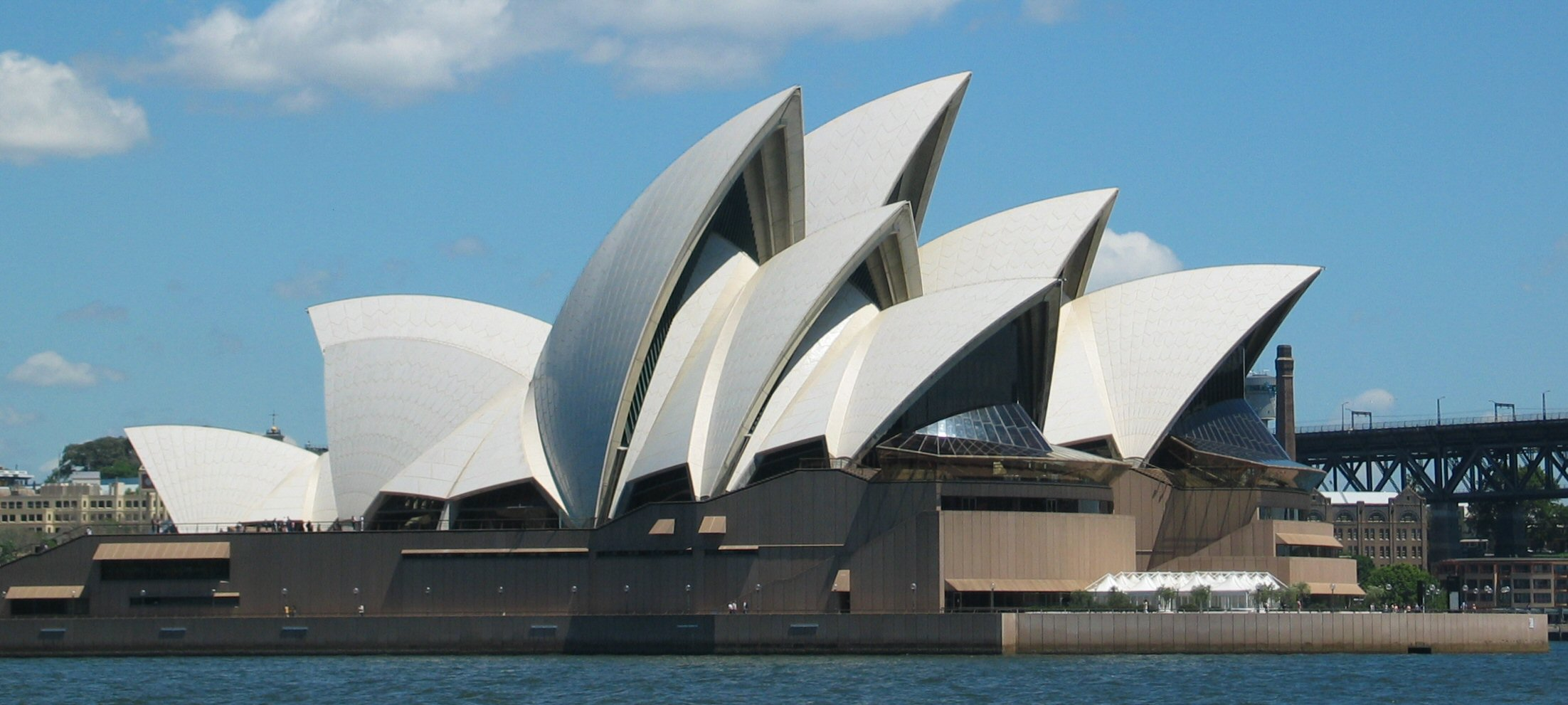
La Ópera de Sídney.

La posmodernidad en sentido artístico abarca un gran número de corrientes desde los años 1950 hasta la actualidad; es difícil precisar en general los límites entre las realizaciones más arriesgadas del modernismo y las primeras obras posmodernas, aunque algunas artes —entre las que destaca la arquitectura— gozaron de un movimiento posmoderno programático y organizado desde muy temprano. Los rasgos más notables del arte posmoderno son la valoración de las formas industriales y populares, el debilitamiento de las barreras entre géneros y el uso deliberado e insistente de la intertextualidad, expresada frecuentemente mediante el collage o pastiche.
El cine y la televisión son hoy en día algunos de los medios de comunicación más capaces de manifestar las características de este arte.

### Arquitectura
La arquitectura posmoderna se desarrollará en torno a los años 1960-1980, desechando los valores y lenguajes del movimiento moderno y postulando unos nuevos órdenes basados en la recuperación y transformación deliberada y banal de los órdenes clásicos. simplemente como concepto antropomorfita.

### Artes plásticas y música
La transvanguardia (1979) es el primer movimiento artístico claramente posmoderno y algunos movimientos artísticos de los años 1980 como la movida madrileña podrían encuadrarse también dentro de la posmodernidad en las artes plásticas y la música, aunque sus autores no tuvieran estricta conciencia de su inclusión.

### Cine
Uno de los síntomas sociales más significativos de la posmodernidad se encuentra en la serie de películas Matrix y otras como Blade Runner, Buffalo '66, American Beauty, Fight Club, Linha de Passe, Spring Breakers y toda la filmografía de Larry Clark en general, especialmente en Kids, Ken Park, y Wassup Rockers donde el realce de la estética y la ausencia de culpa causal, unidos a la percepción de un futuro y una realidad inciertas, se hacen evidentes. En todos ellos se observan preeminencia de los fragmentos sobre la totalidad, ruptura de la linealidad temporal, abandono de la estética de lo bello al estilo kantiano, pérdida de la cohesión social y, sobre todo, la primacía de un tono emocional melancólico y nostálgico.

### Literatura
Aunque no es fácil hablar de autores posmodernos, sí se reconocen características de la posmodernidad en muchos de los autores de la literatura contemporánea, como los estadounidenses David Foster Wallace, Paul Auster, Giannina Braschi, John Fowles, Thomas Pynchon y Don DeLillo, el alemán Winfried G. Sebald, la italiana Susanna Tamaro, el mexicano Felipe Montes, el francés Michel Houellebecq, el griego Dimitris Lyacos, Ariel Garaffo, y Juan Manuel Tucky, J. G. Ballard, Philip K. Dick, Chuck Palahniuk junto a muchos otros. Si se intentara atomizar la posmodernidad en dos obras, se podrían elegir El nombre de la rosa de Umberto Eco y Si una noche de invierno un viajero de Italo Calvino.
Características, según Alberto Fuguet:
- Desarrollo de una nueva mímesis realista, producto de la consideración del mundo como problema ontológico (y no solamente epistemológico).
- Reconfiguración y nuevo tratamiento del autor, el narrador, los personajes y el lector, como consecuencia de la consolidación del sujeto débil de la representación.
- Preferencia por espacios heterotópicos y confusión temporal.
- Recurso, a nivel macroestructural, de la metaficción, la recursividad, el pastiche, la parodia y la apropiación.
- A nivel microestructural, puesta en escena de un antidicurso posmoderno: recurso a la metáfora literal, la alegoría, la polifonía y la espacialización.
- Hedonismo y fin de la utopía como mapa temático.
- Atención a la cultura de masas y a la democratización estética como resultado de su propósito de unir la novela con la vida.

Este último punto es el que más interesa en la relación literatura y cultura popular, en la medida en que el posmodernismo está íntimamente relacionado con la consolidación del fenómeno de la masificación del arte, que en general se manifiesta por la integración (a través sobre todo de la cita y el pastiche) de códigos canónicos y códigos masivos y que en el campo particular de la literatura da origen al término «paraliteratura».

## Definiciones y críticas de posmodernidad según autores
Jürgen Habermas: para este autor, la posmodernidad en realidad se presenta como antimodernidad. Él define a los posmodernistas como «jóvenes conservadores» y dice que estos recuperan la experiencia básica de la modernidad estética; reclaman como suyas las confesiones de algo que es subjetivo, liberado de las obligaciones del trabajo y la utilidad y con esta experiencia dan un paso fuera del mundo moderno. Este autor defendía la diversidad de las diferentes culturas bajo el primado de los derechos humanos como base normativa de «una vida libre de dominación». Ello supone llevar a cabo una segunda Ilustración de la modernidad, que corrija sus fallos, al tiempo que preserve sus logros ciudadanos y democráticos.
Jean-François Lyotard: este autor criticó la sociedad moderna por el realismo del dinero, que se acomoda a todas las tendencias y necesidades, siempre y cuando tengan poder de compra. Criticó los metadiscursos: idealistas, iluministas, el cristiano, el marxista y el liberal, incapaces de conducir a la liberación. La cultura posmoderna se caracteriza por la incredulidad con respecto a los metarrelatos, invalidados por sus efectos prácticos y actualmente no se trata de proponer un sistema alternativo al vigente, sino de actuar en espacios muy diversos para producir cambios concretos. El criterio actual de operatividad es tecnológico y no el juicio sobre lo verdadero y lo justo. Defendía la pluralidad cultural y la riqueza de la diversidad.
Giannina Braschi: radicada en Nueva York, esta poeta posmoderna es conocida por su fantasía urbana y sus renovaciones lingüísticas y estructurales que rompen las barreras entre ficción, poesía, y drama. Su obra, escrita en tres idiomas —español, espanglish, e inglés—, expresa el proceso cultural de tantos hispanos que han emigrado a los Estados Unidos y explora las opciones políticas de Puerto Rico: nación, colonia, y Estado. Es la autora de la celebrada novela bilingüe Yo-Yo Boing! y del clásico posmoderno El imperio de los sueños. En su nuevo libro, escrito en inglés, United States of Banana, Braschi dramatiza la caída del imperio estadounidense, declarando la independencia de Puerto Rico y otorgando pasaportes estadounidenses a todos los ciudadanos latinoamericanos.
Andreas Huyssen: para este autor, existe una relación entre modernismo estético y el posestructuralismo (que es una variante de modernismo confiado en su rechazo de la representación y la realidad en su negación del sujeto, la historia, etc.) Este autor defiende que la cultura posmoderna debería ser captada en sus logros y sus pérdidas, en sus promesas y perversiones e intenta defender con sus obras (Dialecta escondida, Guía de la posmodernidad…) que si las vanguardias intentaron cambiar el mundo, más lo hizo la tecnología, la industria cultural. El surgimiento de la cultura posmoderna se debió a las nuevas tecnologías que se apoyan en el lenguaje: los medios de comunicación y la cultura de la imagen. Según Lyotard, las tecnologías comunicativas han producido una sociedad de la información.
Gianni Vattimo: para Vattimo, hemos entrado en la posmodernidad, una especie de «babel informativa», donde la comunicación y los medios adquieren un carácter central. La posmodernidad marca la superación de la modernidad dirigida por las concepciones unívocas de los modelos cerrados, de las grandes verdades, de fundamentos consistentes, de la historia como huella unitaria del acontecer. La posmodernidad abre el camino, según Vattimo, a la tolerancia, a la diversidad. Es el paso del pensamiento fuerte, metafísico, de las cosmovisiones filosóficas bien perfiladas, de las creencias verdaderas, al pensamiento débil, a una modalidad de nihilismo débil, a un pasar despreocupado y, por consiguiente, alejado de la acritud existencial. Para Vattimo, las ideas de la posmodernidad y del pensamiento débil están estrechamente relacionadas con el desarrollo del escenario multimedia, con la toma de posición mediática en el nuevo esquema de valores y relaciones.
Con base en el trabajo de ese autor, se han realizado múltiples trabajos en la teoría de los medios de comunicación en la posmodernidad.
Jesús Ballesteros: para Ballesteros el modelo tecnocrático, basado en el incremento de la producción con el menor coste económico, parece imponerse cada vez más en el mundo, lo que va acompañado de las desigualdades sociales. En contraste a esta sociedad, en que domina lo que el autor llama «posmodernidad como decadencia», propone radicalizar las exigencias de la razón y de la democracia, profundizando en sus raíces. Es lo que pretende la «posmodernidad como resistencia», la respuesta que da al autor a las perplejidades de nuestra época.
Rosa María Rodríguez Magda: para esta autora, si la posmodernidad postulaba el fin de los Grandes Relatos, ahora habríamos entrado en una nueva etapa que denomina transmodernidad, caracterizada por la aparición de un nuevo Gran Relato: la globalización. Este paradigma debe recuperar los retos de la Modernidad, asumiendo las críticas posmodernas. Su teoría se inscribe en la línea de las aportaciones realizadas por Baudrillard, Bauman y Zizek.
Miguel Ángel Garrido Gallardo: el director del Diccionario Español de Términos Literarios Internacionales define así Posmodernidad: «Período de la historia de la cultura occidental cuya episteme (o ‘visión del mundo’) se caracteriza por las notas de nominalismo, agnosticismo, relativismo, desinterés por la verdad y cientificismo. Estas notas están relacionadas entre sí y con consecuencias como eclecticismo, predominio de lo formal, búsqueda de nuevas maneras de expresión o ausencia de compromiso».